# Gymnangium allmani
Gymnangium allmani is een hydroïdpoliep uit de familie Aglaopheniidae. De poliep komt uit het geslacht Gymnangium. Gymnangium allmani werd in 1890 voor het eerst wetenschappelijk beschreven door Marktanner-Turneretscher. 